# Dependencja Rossa
Dependencja Rossa (ang. Ross Dependency) – obszar na kontynencie Antarktydy i przyległych wyspach, uznawany przez Nową Zelandię za część państwa.

## Nazwa
Nazwa terytorium pochodzi od nazwiska Jamesa Clarka Rossa (1800–1862), brytyjskiego oficera Royal Navy, odkrywcy i badacza Arktyki i Antarktydy .

## Geografia
Dependencja Rossa obejmuje obszar Antarktydy od bieguna południowego do 60°S na północy i od południka 160°E do południka 150°W . Obejmuje ok. 15% powierzchni Antarktydy, co oznacza, że jest przedostatnim pod względem wielkości terytorium, do którego roszczone są prawa na kontynencie. W jej skład wchodzą: Lodowiec Szelfowy Rossa, Wyspa Rossa, Wyspy Balleny’ego, Wyspa Scotta i inne sąsiednie wyspy . Obszar ma charakter strategiczny – Lodowiec Szelfowy Rossa stanowi dogodny punkt eksploracji Antarktydy, Morze Rossa może stanowić potencjalne miejsce wydobycia gazu i ropy naftowej, a sam obszar stanowi dogodną lokalizację dla satelitarnych stacji naziemnych.
Na Wyspie Rossa znajduje się całoroczna nowozelandzka stacja naukowa Scott Base zbudowana w 1957 roku. Ponadto na obszarze Dependencji Rossa znajdują się dwie inne całoroczne stacje polarne: McMurdo (amerykańska) oraz Amundsen-Scott (amerykańska) znajdująca się na biegunie południowym (tylko częściowo leży ona na obszarze Dependencji Rossa) .
Całkowita powierzchnia obszaru wynosi ok. 750 000 km², w tym ląd stały to 350 000 km² . Najwyższym wzniesieniem jest Góra Kirkpatricka (4528 m n.p.m.) .

## Historia
Obszar Dependencji został zajęty w 1923 roku przez Wielką Brytanię i w tym samym roku został przekazany Nowej Zelandii  . Wielka Brytania budowała roszczenia do terytorium na podstawie odkryć i roszczeń poczynionych przez brytyjskich polarników – Jamesa Clarka Rossa (1800–1862) z lat 1841–1843, Roberta Falcona Scotta (1868–1912) i Ernesta Shackletona (1874–1922) z początku XX wieku.
Nowa Zelandia jest sygnatariuszem Układu Antarktycznego, który wszedł w życie 23 czerwca 1961 roku i przewiduje m.in.: wykorzystanie obszaru Antarktyki wyłącznie do celów pokojowych, zakaz wszelkich działań militarnych; wolność badań naukowych w Antarktyce i współpracę międzynarodową, przede wszystkim w zakresie wymiany informacji oraz wymiany personelu między stacjami i ekspedycjami . Sam układ nie rozstrzyga roszczeń wysuniętych przed jego podpisaniem, lecz poprzez zobowiązanie stron do współpracy, powoduje, że sprawy terytorialne zeszły na drugi plan, przynajmniej na okres trwania układu.
Niektóre rządy Nowej Zelandii martwiły się, czy państwo stać na utrzymanie terytorium. W okresie od lat 50. do 70. XX w. niektórzy politycy wysuwali propozycja zrzeczenia się roszczeń i oddania Antarktydy pod rządy ONZ. W 1983 roku Dependencja Rossa stała się częścią Królestwa Nowej Zelandii (ang. Realm of New Zealand).
Nowa Zelandia utrzymuje stałą obecność na obszarze Dependencji, utrzymując całoroczną stację badawczą i prowadząc wiele programów badawczych i ochrony środowiska. Interesy Nowej Zelandii w Antarktydzie reprezentowane są przez Ministerstwo Spraw Zagranicznych i Handlu.
Nowozelandzka poczta wydaje specjalne znaczki pocztowe dla Dependencji Rossa.